# Birmingham City Football Club 2021-2022
Questa voce raccoglie le informazioni riguardanti il Birmingham City Football Club nelle competizioni ufficiali della stagione 2021-2022.

## Maglie e sponsor
| Casa | Trasferta | Terza divisa |

Sponsor ufficiale: BoyleSports
Fornitore tecnico: Nike

## Rosa
Rosa aggiornata al 26 gennaio 2022.
| N. |                        | Ruolo | Calciatore                |
| -- | ---------------------- | ----- | ------------------------- |
| 1  | Filippine (bandiera)   | P     | Neil Etheridge (capitano) |
| 2  | Francia (bandiera)     | D     | Maxime Colin              |
| 3  | Danimarca (bandiera)   | D     | Kristian Pedersen         |
| 4  | Inghilterra (bandiera) | D     | Marc Roberts              |
| 5  | Inghilterra (bandiera) | D     | George Friend             |
| 6  | Inghilterra (bandiera) | C     | Ryan Woods                |
| 7  | Paesi Bassi (bandiera) | A     | Tahith Chong              |
| 8  | Inghilterra (bandiera) | C     | Taylor Richards           |
| 9  | Irlanda (bandiera)     | C     | Scott Hogan               |
| 10 | Inghilterra (bandiera) | A     | Lukas Jutkiewicz          |
| 11 | Francia (bandiera)     | A     | Jérémie Bela              |
| 13 | Montenegro (bandiera)  | P     | Matija Šarkić             |

| N. |                        | Ruolo | Calciatore            |
| -- | ---------------------- | ----- | --------------------- |
| 15 | Inghilterra (bandiera) | A     | Chuks Aneke           |
| 17 | Spagna (bandiera)      | C     | Iván Sánchez          |
| 18 | Australia (bandiera)   | C     | Riley McGree          |
| 20 | Inghilterra (bandiera) | C     | Gary Gardner          |
| 21 | Curaçao (bandiera)     | C     | Juninho Bacuna        |
| 23 | Paesi Bassi (bandiera) | D     | Juan Familia-Castillo |
| 24 | Inghilterra (bandiera) | C     | Jordan Graham         |
| 25 | Cuba (bandiera)        | A     | Onel Hernández        |
| 27 | Inghilterra (bandiera) | P     | Connal Trueman        |
| 34 | Croazia (bandiera)     | C     | Ivan Šunjić           |
| 36 | Inghilterra (bandiera) | A     | Troy Deeney           |
| 39 | Inghilterra (bandiera) | C     | Jobe Bellingham       |

### Staff tecnico
- Allenatore -  Lee Bowyer
- Vice Allenatore -  Mark Kennedy
- Preparatore dei portieri -  Andy Marshall
- Direttore tecnico -  Craig Gardner
- Preparatore atletico -  Elliott Woolmer
- Match Analyst -  Paul Harsley
- Direttore Settore giovanile -  Mike Dodds